# 安房正木氏
安房正木氏（あわまさきし）は、日本の氏族である。三浦氏の庶流であるが、具体的な系譜については相模三浦氏の後裔とされるなど諸説がある。中世においては現在の東京湾から房総半島沿岸を舞台に水軍・交易の任にあたっていた。

## 概略
相模に拠った三浦義同の実弟・三浦時綱が正木を名乗ったのが始まりと言われている。
もっとも著名なのは、安房南東部を拠点として戦国大名安房里見氏に仕えた重臣の系統（正木時茂の系統、外房正木氏）である。里見家より姫を貰い血縁関係を結ぶなど特別な関係にあった正木氏の立場は里見氏と同じ戦国大名だと見なされ、どちらかと言うと盟友とも呼ぶべき関係にあったとするのが正確である。
その一方で、東京湾沿岸地域の正木氏（「内房正木氏」）の中には北条氏に仕えて里見氏と対立した一族も存在した。
この氏族出身に、徳川家康の側室になった正木頼忠の娘・蔭山殿（養珠院）がいる。紀伊徳川頼宣と水戸徳川頼房は頼忠の外孫ということになる。また、柾木を称する家系もあった。頼忠の子・為春はお万の方が生んだ徳川頼宣に仕えて紀州藩家老となり、先祖にちなんで姓を「三浦」と改めた。